# Kościół greckokatolicki w Polsce w latach 1945–1989

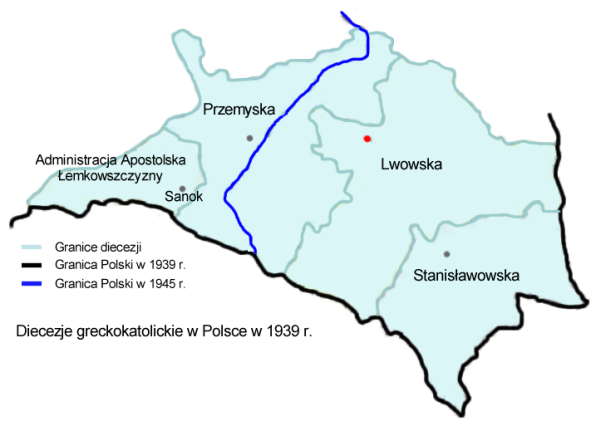
Plan greckokatolickiej metropolii halicko-lwowskiej z zaznaczeniem granicy polsko-radzieckiej z 1945

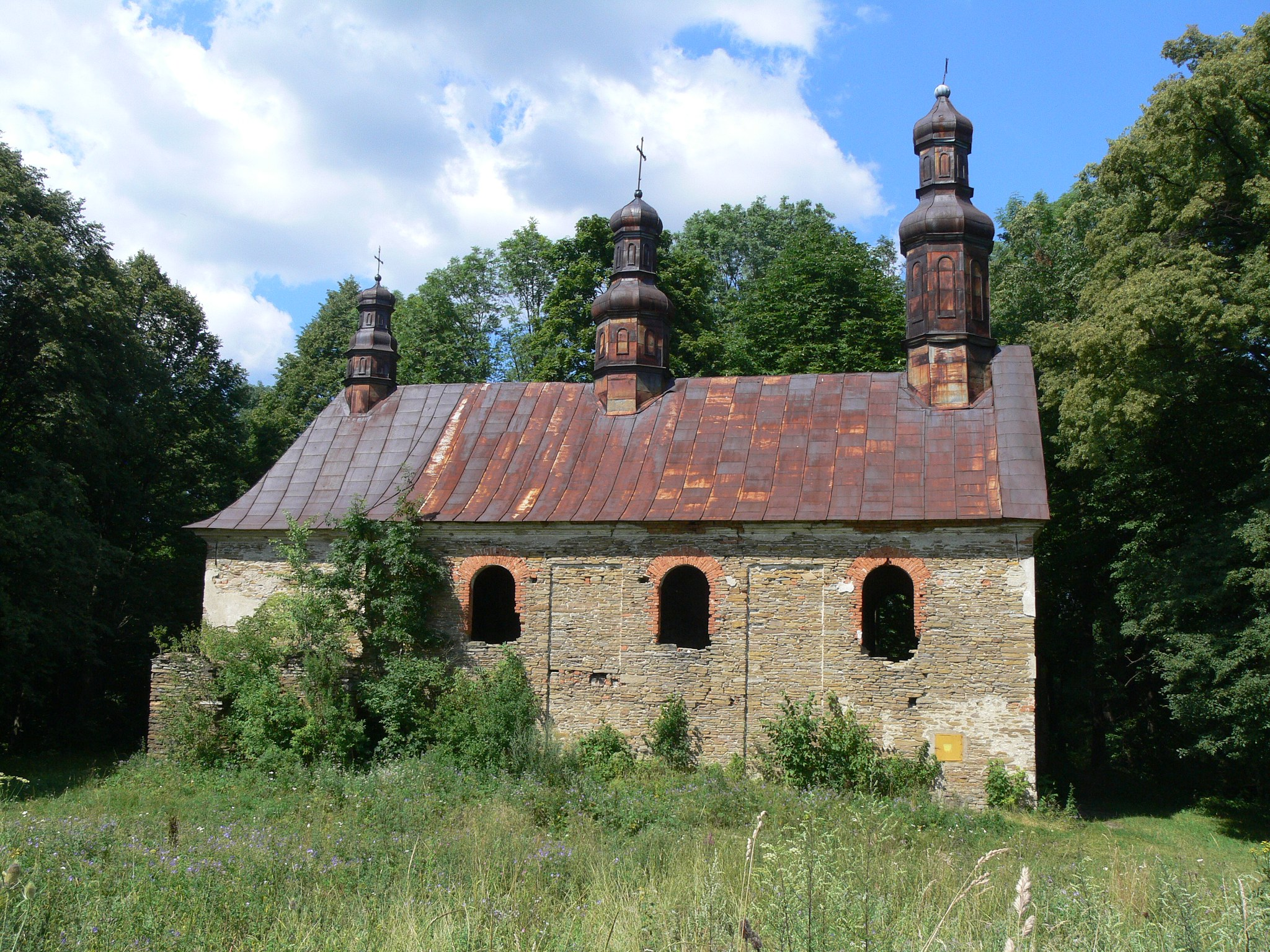
Cerkiew pw. Przeniesienia Relikwii św. Mikołaja w Króliku Wołoskim, zmieniona w 1947 na magazyn, a następnie porzucona

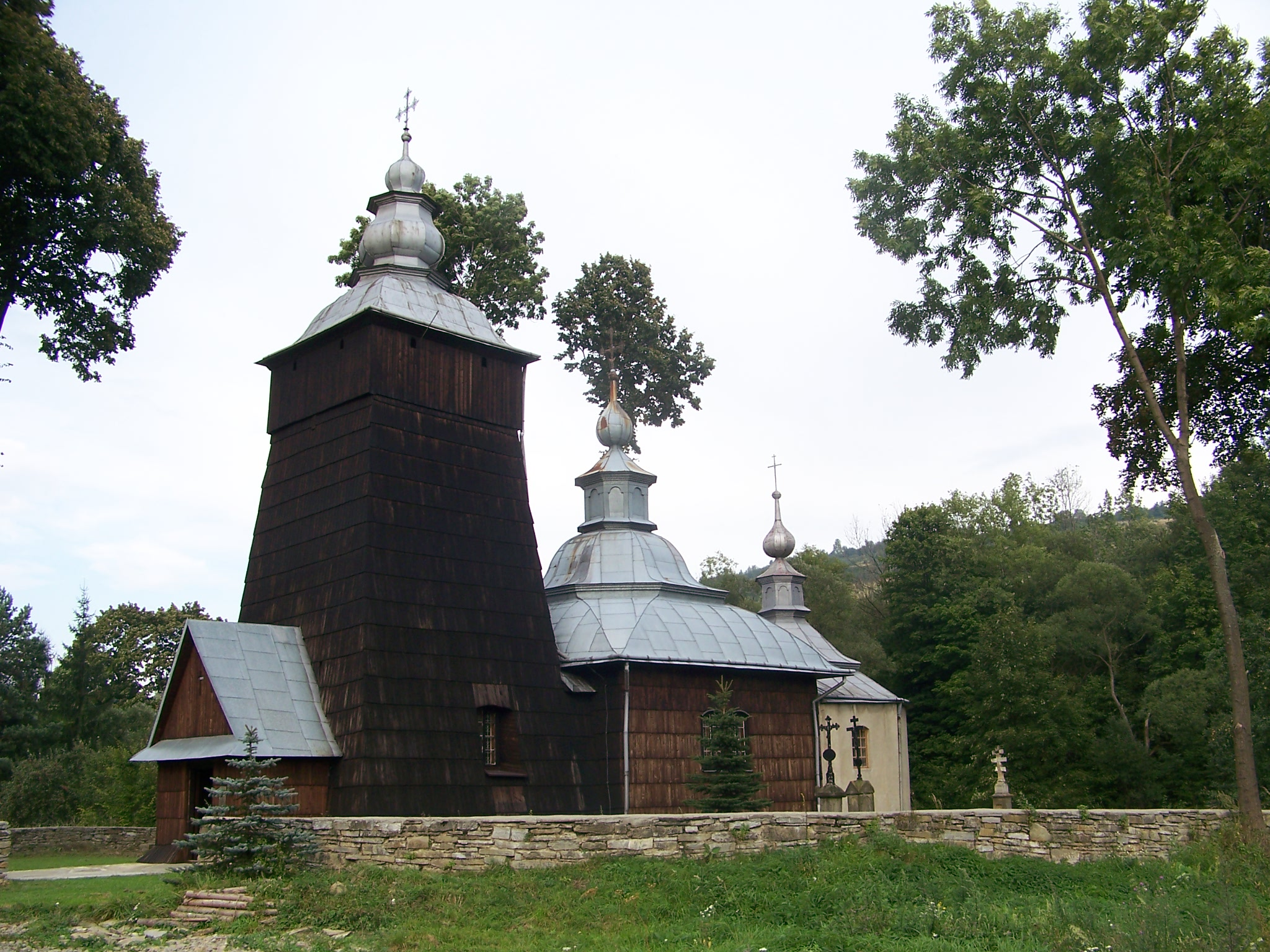
Cerkiew Opieki Bogurodzicy w Chyrowej, uratowana dzięki zmianie w kościół rzymskokatolicki

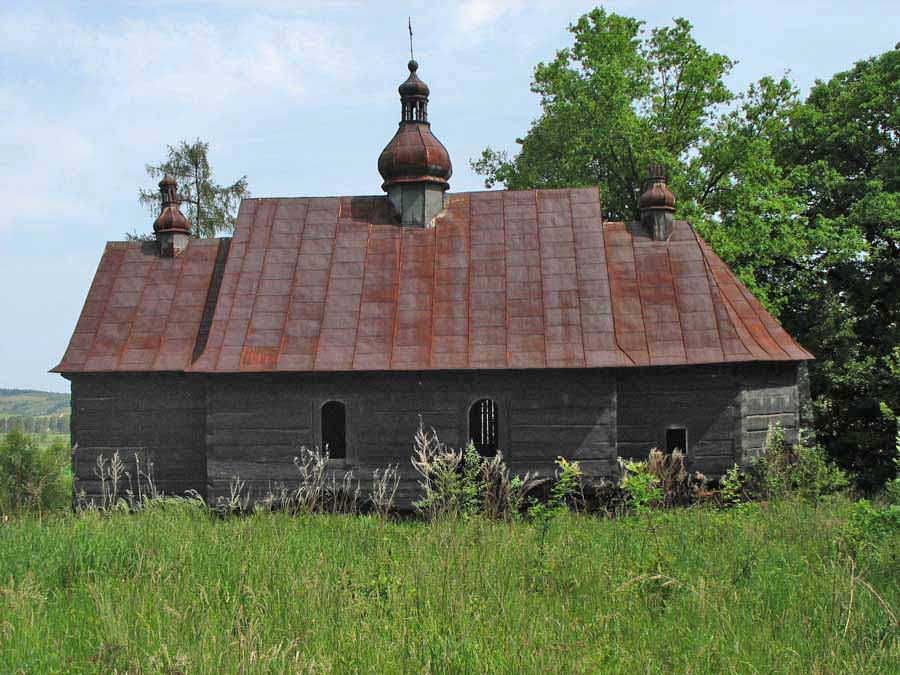
Cerkiew Szymona Słupnika w Chyrzynce, użytkowana jako owczarnia po 1947, częściowo wyremontowana dopiero po upadku PRL

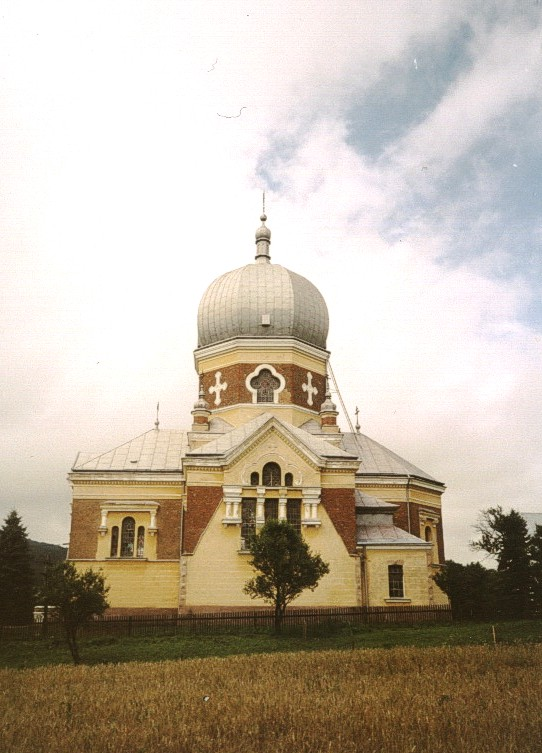
Cerkiew św. Jana Złotoustego w Polanach, obecnie współużytkowana przez katolików obydwu obrządków

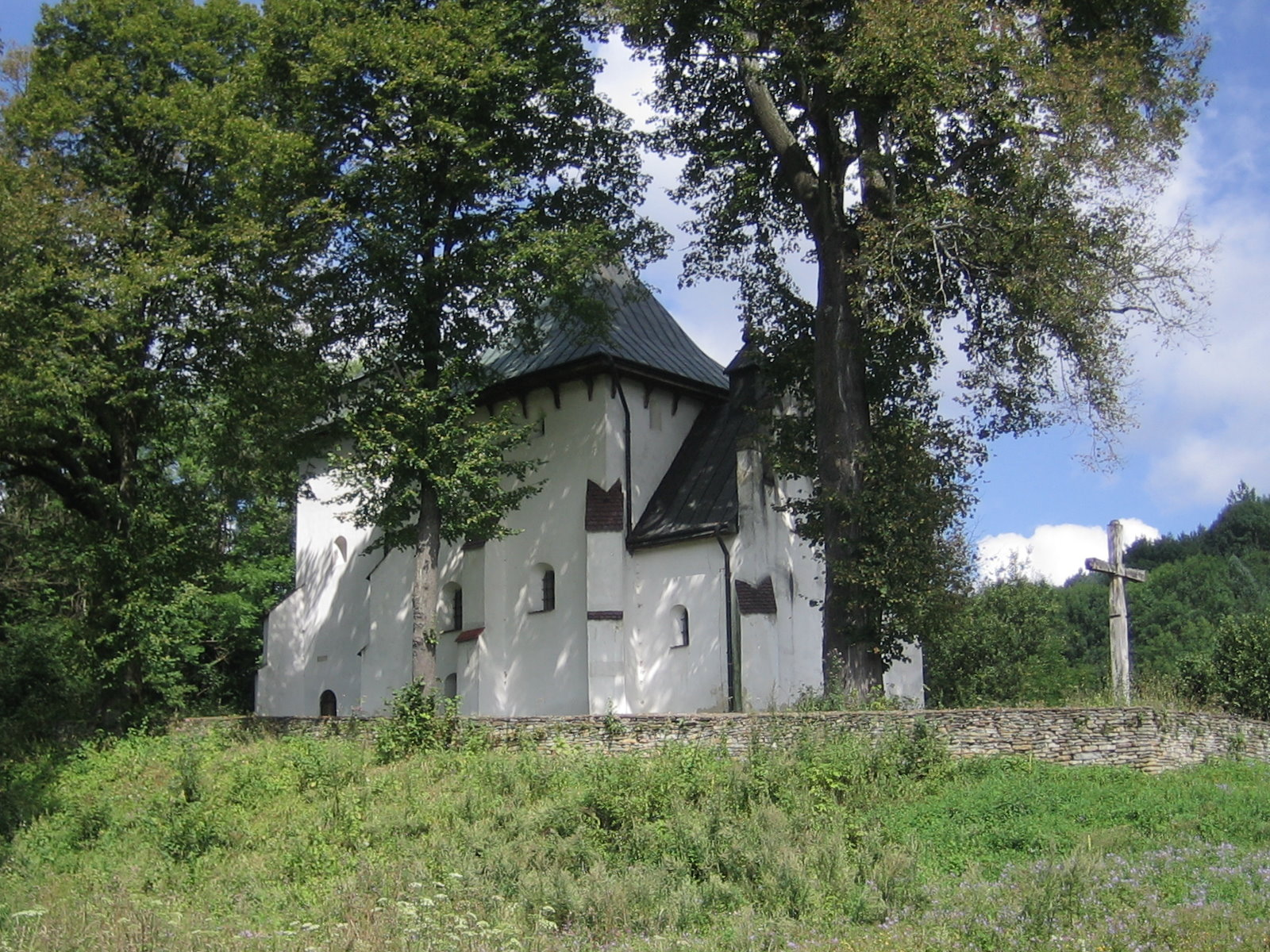
Cerkiew św. Onufrego w Posadzie Rybotyckiej, najstarsza cerkiew w Polsce, po 1947 porzucona, wyremontowana dopiero w latach 60. i 80.

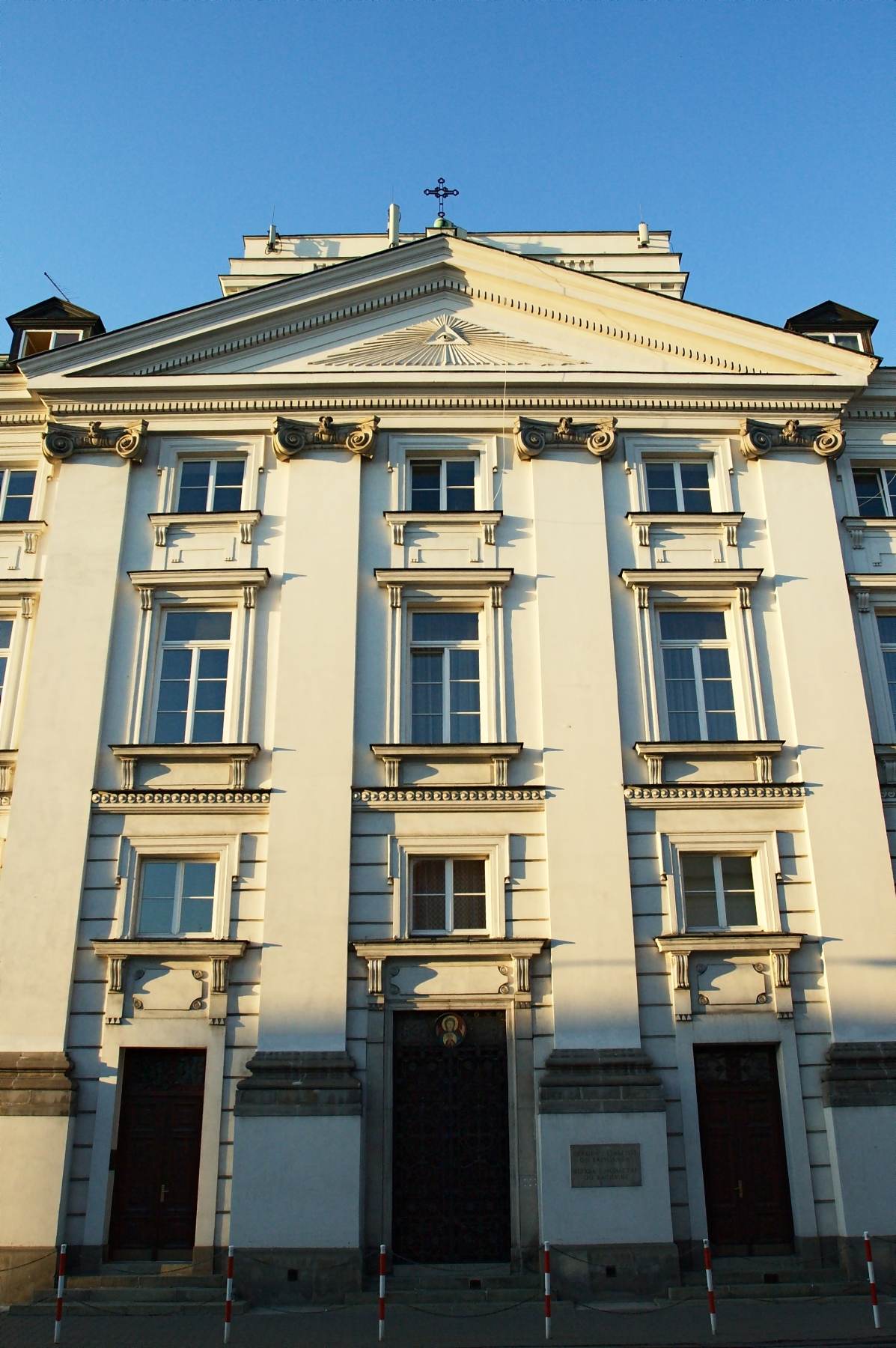
Klasztor bazylianów w Warszawie był jedyną posiadającą w PRL osobowość prawną instytucją związaną z Cerkwią greckokatolicką

Kościół greckokatolicki w latach 1945–1989 – okres w historii Kościoła Greckokatolickiego w Polsce, w którym Kościół ten początkowo był przeznaczony do likwidacji, a od roku 1957 ledwie tolerowany przez władze. W okresie stalinowskim kapłani Kościoła byli prześladowani i więzieni. Po październiku 1956 roku wierni uzyskali co prawda prawo odprawiania mszy (najczęściej w kaplicach i kościołach rzymskokatolickich lub w budynkach prywatnych), jednak odrodzenie Kościoła greckokatolickiego nastąpiło dopiero po roku 1989, po transformacji ustrojowej.

## Zmiana sytuacji Kościoła greckokatolickiego po 1945
16 sierpnia 1945 między Polską a ZSRR został podpisany bilateralny układ graniczny, który przesądził o terytorialnym rozbiciu funkcjonujących przed II wojną światową struktur Kościoła greckokatolickiego. W ZSRR znalazła się cała diecezja stanisławowska oraz archidiecezja lwowska oraz 19 dekanatów diecezji przemyskiej: borysławski, drohobycki, jaworowski, komarnicki, kulikowski, łącki, medenicki, mościski, podbużański, rozłucki, rudecki, samborski, sądowowiszniański, sokalski, starosamborski, starosolski, wielkomostecki, wysocki i żółkiewski. Granica państwowa przecinała dekanaty bełzki, dobromilski, krakowiecki, lutowiski, medycki, niemirowski, rawski, turczański, uhnowski, ustrzycki, wareżski oraz żukowski. Na terenie Polski pozostała Administracja Apostolska Łemkowszczyzny oraz dekanaty diecezji przemyskiej: baligrodzki, birczański, cieszanowski, ciśniański, jarosławski, leski, leżajski, lubaczowski, łupkowski, pruchnicki, przemyski, radymniański oraz sieniawski. Istotne zmiany zaszły również w liczbie wiernych Kościoła. Według danych z połowy lat 30. XX wieku Kościół ten posiadał 3 795 302 wyznawców, w zdecydowanej większości narodowości ukraińskiej lub „rusińskiej”. Tymczasem na mocy wzajemnych umów polsko-radzieckich ludność ukraińska miała sukcesywnie wyjeżdżać z Polski do ZSRR, ponadto w 1947 r. w wyniku Akcji „Wisła” ludność ta praktycznie zniknęła z zamieszkiwanych przez siebie do tej pory ziem. Na ich terenie pozostało jedynie kilkanaście tysięcy grekokatolików, przy czym część wróciła na te obszary po oficjalnym zezwoleniu władz na powroty. Na terytorium Polski pozostało łącznie ok. 350 greckokatolickich parafii.
Sytuacja kapłanów greckokatolickich uległa również znaczącemu pogorszeniu ze względu na działalność polskiego podziemia od 1943, reagującego na antypolską akcję UPA na Wołyniu. Ihor Hałagida podaje w ślad za ks. B. Prachem informacje o 31 polskich atakach na greckokatolickie placówki duszpasterskie w roku 1943, w wyniku których zabito trzech kapłanów, zraniono jednego i pobito 16. W roku następnym w podobnych okolicznościach śmierć poniosło 11 księży, zaś kolejni zdecydowali się na ucieczkę, także poza granice Polski. Augustyn Babiak podaje natomiast liczbę ponad 20 zabitych kapłanów.

## Represje lat 1944–1956
Kościół greckokatolicki stał się ponadto obiektem szczególnych represji ze strony władz PRL. W swoich działaniach wymierzonych w obrządek bizantyjsko-ukraiński zasadniczo opierały się one na rozwiązaniach zastosowanych w ZSRR. Grekokatolicy byli utożsamiani z nacjonalizmem ukraińskim, walką o ukraińską autonomię kulturalną; ważną rolę odgrywał również promowany w kraju ateizm.

### Likwidacja Kościoła greckokatolickiego w ZSRR
O ile jeszcze w 1944 r. władze pozwoliły na uroczysty pochówek greckokatolickiego metropolity Andrzeja Szeptyckiego, od wiosny 1945 wzmogły się ataki na episkopat greckokatolicki oraz aresztowania jego hierarchów. Kościołowi greckokatolickiemu zarzucono współpracę z UPA, kolaborację z Niemcami oraz działalność antyradziecką. W więzieniach znaleźli się arcybiskup Josyf Slipyj, biskup-sufragan lwowski Nykyta Budka, biskup stanisławowski Grzegorz Chomyszyn, biskup-sufragan stanisławowski Iwan Latyszewski oraz wizytator apostolski Wołynia biskup Mikołaj Czarnecki. Wszyscy oni, poza arcybiskupem, zmarli w łagrach lub bezpośrednio po uwolnieniu z nich z powodu poniesionego uszczerbku na zdrowiu.
Wkrótce po fali aresztowań do Lwowa przybyła grupa duchownych prawosławnych, by przejąć greckokatolicką katedrę św. Jura we Lwowie oraz kilka innych należących do grekokatolików obiektów. W prasie w maju 1945 wydrukowany został apel patriarchy moskiewskiego i całej Rusi Aleksego wzywający Kościół greckokatolicki do zerwania unii z Rzymem i przejścia na prawosławie. W odpowiedzi na niego „spontanicznie” powstał Komitet Inicjatywny, mający w praktyce doprowadzić do realizacji apelu z ks. Hawryło Kostelnykiem, ks. Mychajło Melnykiem oraz ks. Antonim Pelwećkym na czele. Grupa ta, sterowana z ZSRR, została uznana przez Radę Komisarzy Ludowych za pełnoprawnego administratora całego majątku greckokatolickiego. W oficjalnych dokumentach wydawanych przez grupę znajdowały się słowa potępienia wobec unii brzeskiej i nacjonalizmu ukraińskiego, grupa zaczęła również aktywnie gromadzić swoich zwolenników z grona księży greckokatolickich. Ci z nich, którzy formalnie ją poparli, otrzymywali zaświadczenia chroniące przed represjami tajnej policji. 29 lutego 1946 w Ławrze Kijowsko-Peczerskiej delegacja Komitetu Inicjatywnego oficjalnie przyjęła prawosławie. Wcześniej patriarcha mianował ks. Melnyka i ks. Pelwećkiego biskupami. 8 marca 1946 we Lwowie zwołano „sobór”, na którym formalnie zlikwidowano cerkiew greckokatolicką, ogłoszono akces jej wiernych do prawosławia, przekazano również Kościołowi prawosławnemu całe mienie greckokatolickie. Postanowienia tego zjazdu nie były ważne kanonicznie, a jego obrady odbywały się pod ścisłą kontrolą NKWD. Pseudosobór opublikował również listę księży, którzy do tej pory „dobrowolnie” (w praktyce w większości pod przymusem) porzuciła Unię. Z ogólnej liczby 3783 duchownych tylko około 30% znalazło się w tym zestawieniu.

### Represje ze strony władz PRL
Kontynuując działania wrogie grekokatolikom zainicjowane w ZSRR, w Polsce 19 i 26 września 1945 aresztowani zostali biskup diecezji przemyskiej Jozafat Kocyłowski oraz biskup sufragan Grzegorz Łakota, przekazani następnie władzom ZSRR. Początkowo obydwaj nie zostali uwięzieni, usiłowano jedynie przekonać ich do przejścia na prawosławie lub przynajmniej wydania memoriału, w którym nawoływaliby Ukraińców w Polsce (w tym księży greckokatolickich) do wyjazdu do ZSRR. Mimo protestów Episkopatu Polski, podkreślającego przynależność obydwu duszpasterzy do struktur Kościoła katolickiego, ich odmowa konwersji stała się przyczyną ponownego uwięzienia, a następnie pokazowego procesu. Obydwaj otrzymali wysokie wyroki więzienia, w czasie odbywania których zmarli. W październiku 1945 zlikwidowane zostało Greckokatolickie Seminarium Duchowne w Przemyślu oraz stowarzyszenia „Diecezjalna Pomoc” oraz „Instytut Wdów i Sierot po Księżach”. Rektor seminarium ks. Iwan Kuzycz oraz prepozyt kapituły przemyskiej ks. Roman Reszetyło również zostali uwiezieni. W Polsce pozostało łącznie około stu (podawane są liczby od 90 do 120 kapłanów) księży greckokatolickich, dalszych 22 trafiło do obozu w Jaworznie pod zarzutem współpracy z UPA (zarzut ten, choć często słuszny, rozciągano również na księży jedynie udzielających posługi kapłańskiej oddziałom ukraińskiej partyzantki). Ostatni kapłan opuścił Jaworzno w 1949. Inne osoby duchowne zostały internowane, Bociurkiw podaje tutaj liczby 14 kapłanów, 16 sióstr służebniczek oraz dwóch bazylianów; wszystkie te osoby zostały przewiezione do Polski po przejęciu przez stalinistów władzy na Słowacji i rozpoczęciu nowych prześladowań grekokatolików.

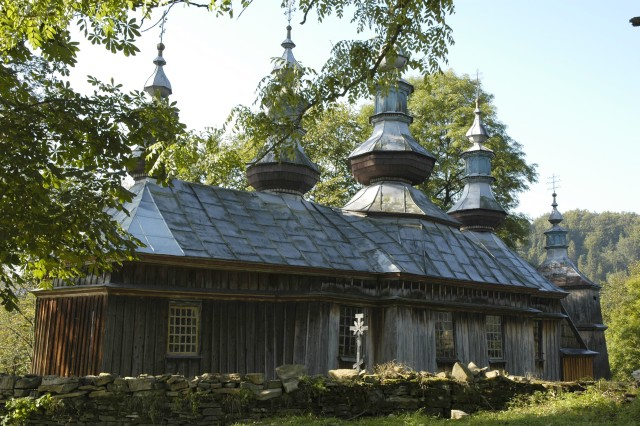
Prawosławna cerkiew w Komańczy, do 1961 czynna parafia greckokatolicka

Jedyną szansą uniknięcia represji dla księży greckokatolickich było objęcie parafii rzymskokatolickich. Stało się to możliwe, gdy 10 grudnia 1946 Pius XII nadał kardynałowi Hlondowi uprawnienia Delegata Ojca Świętego dla katolików obrządków wschodnich. Kapłani greckokatoliccy nie przechodzili formalnie na obrządek łaciński, lecz stawali się tzw. birytualistami. Pracowali w kościołach rzymskokatolickich do czasu, gdy nie pojawiła się możliwość objęcia parafii greckokatolickiej. 31 marca 1947 prymas mianował ponadto dwóch wikariuszy generalnych dla Kościoła greckokatolickiego w Polsce. Zostali nimi ks. Bazyli Hrynyk dla diecezji przemyskiej i ks. Mikołaj Deńko dla Łemkowszczyzny. Obydwaj wikariusze zostali aresztowani w latach 50. za „działalność antypaństwową” i otrzymali wyroki więzienia. Na wolność wyszli dopiero po 1956. Mimo tego działalność Kościoła greckokatolickiego w skali ogólnokrajowej praktycznie ustała, poza pojedynczymi ośrodkami, gdzie księżom udało się uniknąć wysiedlenia i gdzie prowadzili oni nielegalne nabożeństwa. Mowa tu o parafii w Komańczy w 1961 podstępem przekazanej prawosławnym, o działalności ks. Iwana Wysoczańskiego w Krempnej, a przede wszystkim o parafii w Chrzanowie k. Ełku, gdzie ks. Myrosław Ripecki w 1947 r. zamienił w kaplicę greckokatolicką opuszczony budynek szkolny i zorganizował bibliotekę ukraińską. Była to najstarsza greckokatolicka parafia na tzw. Ziemiach Odzyskanych. Takie działania księży nie wystarczały jednak, by zaspokoić potrzeby wszystkich grekokatolików, co sprawiło, że poważna część z nich zaczęła na stałe uczestniczyć w nabożeństwach prawosławnych lub rzymskokatolickich. W marcu 1948 ks. Hrynyk, raportując sytuację w Polsce biskupowi Iwanowi Buczce, podawał liczbę 111 księży greckokatolickich żyjących w Polsce, jak również pesymistycznie oceniał perspektywy dalszego rozwoju sytuacji. Ostrożnie szacował on liczbę wiernych na nie wyższą niż 100 tys., zaznaczał również, że z powodu podjętych przez państwo działań uderzających w struktury greckokatolickie i ułatwienia procesu konwersji na prawosławie możliwy był całkowity zanik tradycji greckokatolickiej i polonizacja Ukraińców bądź też ich trwałe związanie wyłącznie z cerkwią prawosławną. Jedyną instytucją związaną z grekokatolikami, której pozwolono na istnienie, był warszawski klasztor bazylianów przy ul. Miodowej. Zakonnicy musieli jednak zrezygnować z prowadzenia parafii, zamienionej na łacińską, i podjąć pracę duszpasterską w innej rzymskokatolickiej placówce w Kurowie Starym.

## Po 1956 r.
Jesienią 1956, wobec „odwilży” politycznej w Polsce, księża greckokatoliccy wzmogli działania mające na celu umożliwienie wyznawcom obrządku bizantyjsko-ukraińskiego swobodnego uczestnictwa w nabożeństwach. Ks. Hrynyk przedstawił zwolnionemu z internowania kard. Stefanowi Wyszyńskiemu dwa memoriały, w których wskazywał konieczność uregulowania „kwestii unickiej” i powołania parafii dla ludności wysiedlonej na Ziemie Odzyskane. W tym samym roku umożliwiono księżom obrządku bizantyjskiego kształcenie w osobnych grupach w seminariach rzymskokatolickich w Gnieźnie i Przemyślu – pierwszym nowo wyświęconym kapłanem został ks. Teodor Majkowicz. Władze państwowe nie zgodziły się jednak na całość postulatów odnośnie do sieci parafii. Pozwolono na tworzenie placówek duszpasterskich jedynie w ograniczonym zakresie i z wyłączeniem południowo-wschodniej Polski. Prymas Polski zgodził się przy tym wyłącznie na odprawianie nabożeństw w obrządku bizantyjsko-ukraińskim, inne posługi zostały dopuszczone dopiero w 1958 r.
Do 1958 r. zorganizowano 32 placówki duszpasterskie. Grekokatolicy modlili się w kościołach obrządku łacińskiego udostępnianych o określonych godzinach, w przekazywanych im kaplicach kościelnych lub cmentarnych, na ziemiach północno-wschodnich przejmowali opuszczone kościoły ewangelickie. Stosunki z administratorami parafii katolickich układały się przy tym różnie. Były przypadki, kiedy grekokatolicy uzyskiwali zgodę na odprawianie nabożeństw w kościołach, a następnie nie byli do nich dopuszczani lub w ogóle spotykali się z odmową łacińskich proboszczów. Placówki te nie były określane mianem parafii ze względu na niejasny status prawny grekokatolików, starano się lokować je w miejscach, do których mogli dojechać wierni z kilku miejscowości.

## Ponowne ochłodzenie relacji z państwem
Po 1958 relacje Kościoła greckokatolickiego z państwem na nowo zaczęły się pogarszać. Duchowni greckokatoliccy byli inwigilowani przez SB, wzywani na komendy Milicji Obywatelskiej, spotykali się z groźbami lub uniemożliwiano im, pod różnymi pretekstami, odprawianie nabożeństw. Często inwigilacja zaczynała się już w seminarium duchownym, a osoby odmawiające przekazywania informacji o profesorach uczelni oraz o kolegach ryzykowały przymusowe wcielenie do wojska. W Bartoszycach, Brzegu Dolnym oraz w Podjuchach funkcjonowały specjalne jednostki wojskowe, do których kierowano tych kleryków. Nadal konsekwentnie odmawiano uregulowania statusu prawnego Kościoła i poszczególnych jego placówek, wyjątkiem był tylko warszawski klasztor bazylianów przy ul. Miodowej. Niektórzy kapłani byli nakłaniani do współpracy z SB. Grekokatolicy stracili również kilkanaście dotąd współużytkowanych obiektów sakralnych, jak cerkiew w Komańczy, odebrana im podstępem w 1961 r.
Pewną poprawę w sytuacji grekokatolików przynosiły działania kard. Stefana Wyszyńskiego, który 8 września 1967 mianował ks. Hrynyka Wikariuszem Generalnym polskich wyznawców obrządku bizantyjsko-ukraińskiego (po nim funkcję tę pełnił ks. Stepan Dziubyna). Cztery lata później, latem 1971, w klasztorze jezuickim w Starej Wsi odbyły się pierwsze w PRL rekolekcje dla kapłanów greckokatolickich z udziałem 24 księży. Takie obozy były ponawiane corocznie, by klerycy kształcący się razem z kandydatami na księży obrządku łacińskiego mogli poznać podstawy śpiewu cerkiewnego i liturgiki bizantyjskiej. Księża greckokatoliccy w dalszym ciągu byli jednak wyświęcani przez biskupów rzymskokatolickich, chyba że zdecydowali się na wyjazd za granicę na święcenia. Dopiero po 1981 do Polski przyjechali biskupi z Ukrainy, by wyświęcać nowych kapłanów w ich własnym obrządku.

## Odradzanie się struktur kościelnych w latach 80.
W latach 80. miał miejsce proces stopniowego odradzania się struktur Kościoła greckokatolickiego, związany z częściową modyfikacją oficjalnej polityki wyznaniowej. 22 grudnia 1981 prymas Polski mianował dwóch wikariuszy generalnych, wprowadzając podział na dwa greckokatolickie wikariaty – południowy (ks. Jan Martyniak) oraz północny (ks. Jozafat Romanyk). Wprowadzony podział był dostosowany do podziału diecezjalnego Kościoła rzymskokatolickiego – w wikariacie południowym znaleźli się grekokatolicy z metropolii wrocławskiej i krakowskiej, archidiecezji lubaczowskiej i diecezji przemyskiej. Wikariat północny objął obszar metropolii gnieźnieńskiej, poznańskiej oraz warszawskiej, archidiecezji białostockiej, drohiczyńskiej i łomżyńskiej. Wikariat południowy dzielił się dodatkowo na dekanaty wrocławski i przemyski, północny – na dekanaty olsztyński i koszaliński. W 1985 r. liturgię bizantyjską regularnie sprawowało 47 kapłanów, pracujących w 80 stałych placówkach, przy czym aż 62 położone były na Ziemiach Odzyskanych. Do 1988 r. liczba placówek wzrosła do 84, a kapłanów – do 61. Ważnym wydarzeniem dla grekokatolików była wizyta duszpasterska arcybiskupa Myrosława Marusyna, sekretarza Kongregacji Kościołów Wschodnich. Przyjeżdżał on kilkakrotnie do Polski w latach 1984–1989, by odwiedzać placówki duszpasterskie, wyświęcać nowych kapłanów i rozmawiać z przedstawicielami Kościoła rzymskokatolickiego i władz państwowych. Mimo tego władze w dalszym ciągu nie godziły się na nadanie Kościołowi greckokatolickiemu osobowości prawnej, na mianowanie biskupów tego obrządku, zmianę placówek duszpasterskich w parafie. Pozwoliły jednak 3 czerwca 1984 na organizację Mszy Świętej Pojednania w Podkowie Leśnej, w której wzięli udział katolicy obrządków bizantyjskiego i łacińskiego, a we wrześniu 1988 pozwoliły zorganizować na Jasnej Górze uroczystości tysiąclecia chrztu Rusi, tolerowano również działalność bazylianów, którzy w latach 80. założyli w Polsce 4 nowe domy zakonne, i żeńskich zgromadzeń zakonnych, które w połowie lat 80. posiadały 80 klasztorów. Organizacja struktur kościelnych na szczeblu centralnym mogła się rozpocząć jednak dopiero u schyłku PRL. We wrześniu 1989 ks. Jan Martyniak został biskupem pomocniczym prymasa Polski dla grekokatolików. Proces reorganizacji struktur Kościoła greckokatolickiego został zakończony już po upadku PRL.

## Los cerkwi greckokatolickich
Na terenie Polski po wojnie przetrwało według różnych źródeł od 540 do 689 cerkwi greckokatolickich, z których 166 zostało przekazanych katolikom obrządku łacińskiego, 188 obiektów zostało rozebranych, 33 przejęły PGR-y, natomiast 140, pozostawionych bez gospodarza, ulegało postępującej ruinie. Motywem rozbiórki wielu z cerkwi był, obok kwestii politycznych, brak materiałów budowlanych. Zdarzały się również przypadki świadomych dewastacji porzuconych obiektów przez miejscową ludność polską, której negatywny stosunek do Ukraińców wiązał się z wcześniejszymi wydarzeniami na Wołyniu i w Galicji. Wandalizmów dokonywano również na cmentarzach greckokatolickich.
Opieka konserwatorska nad cerkwiami, które nie zostały zaadaptowane na kościoły lub cerkwie prawosławne, została na szerszą skalę podjęta dopiero po upadku PRL. W tym okresie kwestia własności cerkwi przejętych przez prawosławnych na obszarach zamieszkanych przez grekokatolików stała się przyczyną sporów pomiędzy wyznawcami obydwu religii, ostatecznie ze spornych 23 obiektów w ręce grekokatolików wróciła jedynie cerkiew w Bielance. W innych obiektach częstą praktyką jest współużytkowanie cerkwi.